# Дом у кладбища
«Дом у кладбища» (англ. The House by the Churchyard) — роман ирландского писателя Джозефа Шеридана Ле Фаню, написанный в 1863 году.
Книга имеет достаточно сложную структуру, большое количество персонажей и сюжетных линий. В основе произведения лежит несколько загадок, которые автор объявляет в начале своего повествования. По мере развития сюжета, в котором присутствуют местные ирландские предания, таинственность, любовные и детективные линии, читатель приходит к развязке романа. Как викторианский детектив «Дом у кладбища» интересен тем, что загадочность создается подчас при помощи минимальных средств: автор спокойно обнажает перед читателем поступки героев, а не их мотивы.
Д. Шеридан Ле Фаню считал это произведение вершиной своего творчества. Однако, книга была встречена читателями прохладно.

## Сюжет
Юный Чарлз де Крессерон в 1810-х годах приезжает в гости к своему дяде, который работает помощником приходского священника в Чейплизоде. Здесь он становится случайным свидетелем одной находки на кладбище — при рытье новой могилы был обнаружен старый треснувший череп с отверстием, похожим на пулевое. Проходивший мимо старый отставной солдат Королевской ирландской артиллерии вспоминает того, кому принадлежал череп и рассказывает Чарльзу историю пятидесятилетней давности. 
Самое повествование построено со стороны уже постаревшего Чарлза, много лет спустя. Он вспоминает тот рассказ солдата, а также добавляет к нему новые факты, которые ему стали известны впоследствии.
Основной сюжет романа начинается с 1767 года. В Чейплизод под покровом ночи прибывает таинственный молодой человек, называющий себя Мервином. С помощью священника Уолсингема и церковных служителей, Мервин производит перезахоронение, помещая привезённый с собой безымянный гроб в семейную нишу склепа.
Параллельно развивается линия с участием офицеров Королевской ирландской артиллерии, полк которой конвертируется в деревне. Автор знакомит читателя с характерами героев, рассказывает об их взаимоотношениях. Офицеры участвуют в торжественных обедах, балах, влюбляются в юных дам, а вечера обычно проводят в местном клубе. Лейтенант-фейерверкер участвует в дуэли против Наттера, но благодаря вмешательству лейтенанта Паддока ссора кончается миром. В то же время капитан Деврё признаётся в любви к Лилиас Уолсингем, но оказывается вынужден уехать в Англию. Вернувшись какое-то время спустя он оказывается оклеветан местными деревенскими простушками и его помолвка с Лилиас расстроена. Так и не успев услышать объяснений от Деврё, Лилиас умирает от чахотки.
Однажды в Чейплизод приезжает Пол Дейнджерфилд, управляющий лорда Касмэлларда и активным образом начинает участвовать в жизни деревушки. В это же время за должность управляющего в Чейплизоде «сражаются» мистер Наттер и доктор Стерк, которые являются заклятыми врагами. Однажды, на Стерка, который возвращался из Дублина домой, нападают и проламывают ему череп. В ту же ночь, бесследно исчезает Наттер, на которого падает основное подозрение в убийстве. Благодаря вмешательству доктора Тула, Стерк остаётся жив, но пребывает в коме. Дейнджерфилд хлопочет о том, чтобы Стерком занимались лучшие дублинские доктора и очень настаивает на трепанации, якобы с целью возвращения речи раненному. В пустующий дом Наттера приезжает некая мошенница Мэри Митчуелл, которая оказывает давление на Салли Наттер, с целью завладения имуществом. 
В это же время приходской клерк Зикиел Айронз открывает молодому Мервину тайну — он знает кто виноват в том, что его отца, лорда Дьюнорана, обвинили в бесчестном убийстве и ограблении. Айронз рассказывает историю двадцатилетней давности, в которой он фигурировал как сообщник некого Чарлза Арчера. Последний предстаёт в рассказе клерка хладнокровным убийцей и грабителем, который спустя многие годы неожиданно появился в Чейплизоде. Пол Дейнджерфилд пытается подкупить Айронза, но тот рассказывает о том, кто является Чарлзом Арчером доктору Тулу и мировому судье Лоу.
Стерку проводят опасную операцию и он говорит о том, что знает нападавшего — это Чарлз Арчер, скрывающийся под именем Пол Дейнджерфилда. Много лет назад Стерк, как и Зикиел Айронз, стал свидетелем убийства в котором обвинили лорда Дьюнорана. А на самом же деле его совершил Арчер.
Пол Дейнджерфилда арестовывают и признают виновным. Однако, не дождавшись исполнения приговора тот кончает жизнь самоубийством в тюремной камере.
В развязке говорится о том, что Чарлз Наттер возвращается домой и прогоняет мошенников, доктор Стерк умирает. Лейтенант Паддок женится на тетушке Ребекке Чэттесуорт, а её племянница выходит замуж за восстановившегося в своих правах Мервина, чьё настоящее имя лорд Мордонт Дьюноран.

## Персонажи

### 1810-е годы

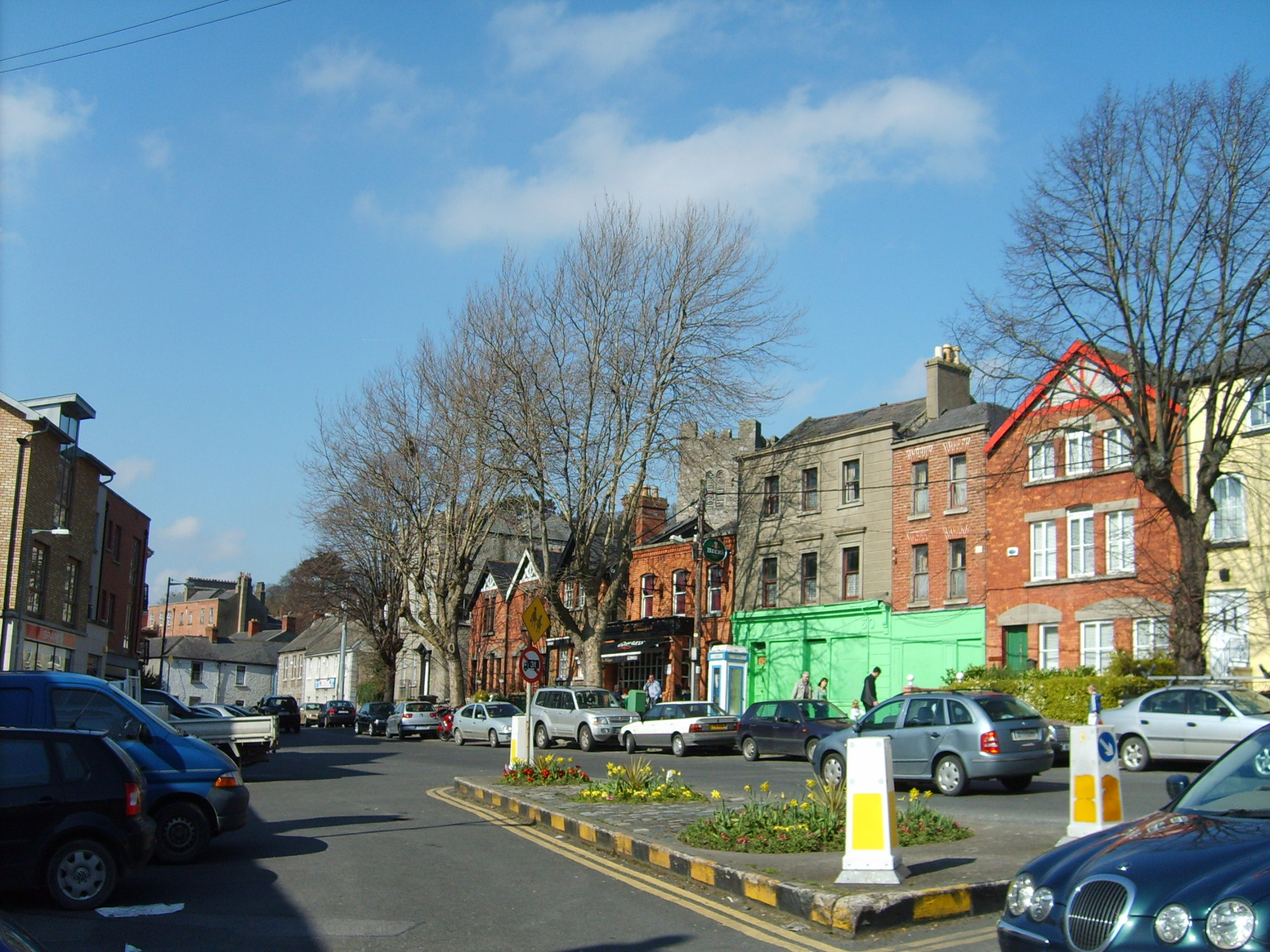
Современный вид деревни Чейплизод

- Чарлз де Крессерон — племянник помощника приходского священника в Чейплизоде, рассказчик.
- Дядя Чарлз — помощник приходского священника
- Лемюэл Мэттокс — могильщик
- Старый отставной солдат — барабанщик Королевской ирландской артиллерии

### 1767—1768 годы
- Хью Уолсингем — доктор богословия, приходской священник
- Лилиас Уолсингем — дочь священника
- Боб Мартин — церковный сторож
- Зикиел Айронз — церковный клерк
- Дэн Лофтус — местный чудак и эрудит
- Мервин — таинственный молодой человек, позднее Мордонт, сын лорда Дьюнорана
- Томас Тул — доктор

- Барнабас Стерк — полковой хирург

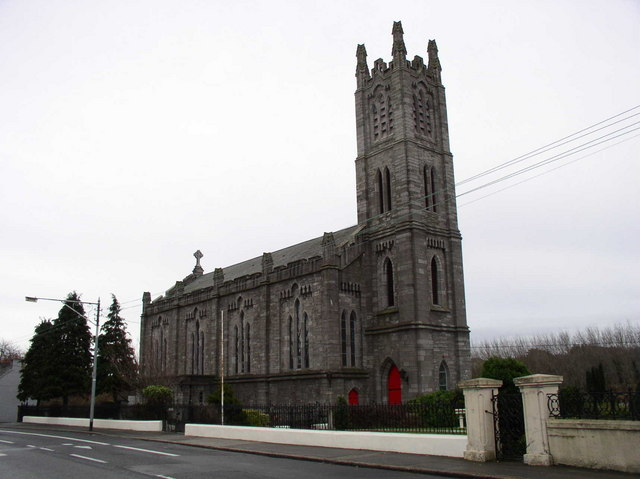
Католическая церковь в Чейплизоде

- Миссис Стерк — жена полкового хирурга
- Чэттесуорт — генерал Королевской ирландской артиллерии
- Ребекка Чэттесуорт — сестра генерала
- Гертруда Чэттесуорт — дочь генерала
- Стаффорд — полковник
- Блай — полковник на складе боеприпасов
- О`Нейл — майор
- Миссис Макнамара — сестра майора
- Магнолия Макнамара — дочь миссис Макнамары
- Клафф — капитан
- Деврё — капитан
- Паддок — лейтенант
- О`Флаэрти — лейтенант-фейерверкер

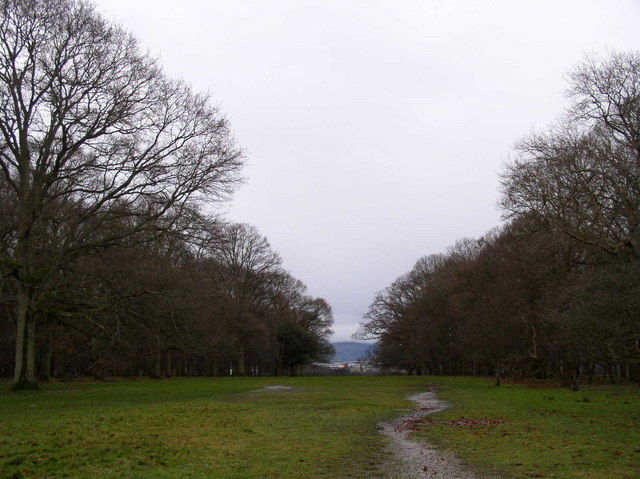
Парк «Феникс»

- Лорд Касмэллард — крупный землевладелец
- Пол Дейнджерфилд — управляющий лорда Касмэлларда в Англии, ранее Чарлз Арчер
- Чарльз Наттер — управляющий лорда Касмэлларда в Чейплизоде
- Салли Наттер — жена управляющего Наттера
- Мэри Митчуелл — мошенница, первая жена управляющего Наттера
- Грязный Дейви — адвокат Мэри Митчуелл
- Отец Роуч — настоятель католического прихода
- Пат Мэхони — друг отца Роуча
- Лоу — магистрат, мировой судья
- Чёрный Диллон — дублинский доктор
- Пелл — дублинский доктор

А также второстепенные персонажи: Старая Салли — служанка Уолсингемов; Джон Трейси — дворецкий Уолсингемов; Боб Мартин — церковный сторож; Миссис Айронз — жена клерка; Могги — служанка Наттеров; Артур Слоу — пожилой джентльмен; Мур — цирюльник; Доминик — лакей Чэттесуортов.